# .yt
.yt és el domini de primer nivell territorial de Mayotte. Està delegat al registre francès, i el web oficial del registre, nic.yt redirigeix al web de l'AFNIC. Després d'un temps de suspensió, els registres tornen a fer-se des del desembre de 2011.